# Orthophytum buranhense
Orthophytum buranhense är en gräsväxtart som beskrevs av Elton Martinez Carvalho Leme och A.P.Fontana. Orthophytum buranhense ingår i släktet Orthophytum och familjen Bromeliaceae. Inga underarter finns listade i Catalogue of Life.